# Lill-Tannselet
Lill-Tannselet är en sjö i Lycksele kommun i Lappland och ingår i Umeälvens huvudavrinningsområde. Sjön har en area på 3,48 kvadratkilometer och ligger 202,1 meter över havet. Sjön avvattnas av vattendraget Umeälven.

## Delavrinningsområde
Lill-Tannselet ingår i det delavrinningsområde (716034-164422) som SMHI kallar för Utloppet av Lill-Tannselet. Medelhöjden är 202 meter över havet och ytan är 3,48 kvadratkilometer. Räknas de 986 avrinningsområdena uppströms in blir den ackumulerade arean 12 391,49 kvadratkilometer. Avrinningsområdets utflöde Umeälven mynnar i havet. Avrinningsområdet består mestadels av skog (15 procent). Avrinningsområdet har 2,93 kvadratkilometer vattenytor vilket ger det en sjöprocent på 84,2 procent.